# 广西孢堆黑粉菌
广西孢堆黑粉菌（学名：Sporisorium guangxiense）是属于黑粉菌目黑粉菌科孢堆黑粉菌属的一种真菌，寄生在白健秆上。该种分布于中国。